# Делієнсит
Делієнсит (англ. deliensite) — мінерал класу сульфатів, група уранілсульфати.

## Загальний опис
Хімічна формула: Fe(UO2)2(SO4)2(OH)2∙3H2O. Містить (%): U — 54,34; Fe — 6,37; H — 0,92; S — 7,32; O — 31,05. Рідкісний мінерал. Таблитчасті кристали, радіально-променеві агрегати та сфероліти. Сингонія ромбічна. Густина 3,26. Твердість 2. Колір: блідо-жовтий, сіро-білий. Риса — біла. Блиск скляний. Прозорий. Спайність досконала. Радіоактивний. Утворюється у зоні окиснення уранових родовищ в асоціації з уранінітом, піритом, гіпсом. Назва в честь бельгійського дослідника уранових мінералів Мішеля Делієнса (Michel Deliens).